# راسموس بويسن
راسموس بويسن (بالدنماركية: Rasmus Boysen)‏ هو  لاعب كرة يد دنماركي، ولد في 14 أكتوبر 1992 في تندر ‏ في الدنمارك. لعب مع Skjern Håndbold ‏.

## وصلات خارجية
- راسموس بويسن على موقع الاتحاد الأوروبي لكرة اليد (الإنجليزية)